# Genoa CFC
Genoa Cricket and Football Club is een Italiaanse voetbalclub, opgericht in 1893 en daarmee de oudste Italiaanse voetbalclub. De club speelt, net als aartsrivaal UC Sampdoria, zijn thuiswedstrijden in het Stadio Luigi Ferraris in Genua.

## Geschiedenis

### Gouden jaren
Op 7 september 1893 richtten een aantal Engelsen de club op, als Genoa Cricket & Athletic Club. De club was er om Engeland te vertegenwoordigen in het buitenland. De clubkleur was dan ook wit, net zoals de kleur van het Engels nationaal elftal. Vreemd genoeg werden geen Italianen toegelaten bij de club en het eerste veldje waar de club speelde was het Piazza d'Armi. In het begin speelde de club alleen maar cricket, maar toen in 1896 James Richardson Spensley, de man die wordt gezien als de man die voetbal in Italië introduceerde, bij de club kwam, werd er ook een voetbalteam geformeerd. Vanaf 1897 werden, omdat het team niet erg goed was, ook Italianen toegelaten bij de club. De eerste vriendschappelijke wedstrijd vond plaats tegen een gemengd team van de clubs FC Torinese en Internazionale Torino, Genoa verloor met 1-0. De eerste overwinning voor het team was een 0-2 uitzege tegen UPS Alessandria.
Het voetbal in Italië werd opgewaardeerd in 1898 door de oprichting van de Italiaanse voetbalbond, die datzelfde jaar nog een eerste kampioenschap organiseerde. Op 8 mei werd het kampioenschap op 1 dag gespeeld in het stadion Velodromo Umberto I in Turijn. In de halve finale won de club van Ginnastica Torino en in de finale versloeg de club Internazionale Torino met 3-1 en mocht zich zo tot eerste Italiaanse landskampioen kronen. Het volgende seizoen nam de club opnieuw deel aan het kampioenschap, maar er waren enkele aanpassingen gebeurd. De naam werd veranderd in Genoa Cricket & Football Club en de kleur van het shirt werd veranderd in wit en blauw, met verticale strepen. In 1901 werd dit veranderd in de kleuren van het huidige tenue. Genoa behaalde opnieuw de finale en won met dezelfde cijfers van dezelfde club als het jaar ervoor.
In 1900 werd de competitie gewijzigd. Er namen meer teams deel en de clubs werden regionaal opgedeeld. Genoa zat in de groep Ligurië en won met 7-0 van zijn enige tegenstander en stadsrivaal, SG Sampierdarenese. De club kwalificeerde zich zo voor de finale en won daar met 1-3 van FC Torinese. Een jaar later mocht de club meteen uitkomen in de finale en verloor daar van Milan Cricket & Football Club, het latere AC Milan. Een jaar later nam de club revanche tegen Milan en won met 2-0 zijn vierde titel in vijf jaar tijd. Ook de volgende twee seizoenen werd de club kampioen, telkens tegen Juventus FC. Op 27 april 1903 speelde de club tegen FVC Nice en won met 3-0 en was hierdoor het eerste Italiaanse team dat een wedstrijd speelde tegen een buitenlandse club. In 1904, het jaar dat de zesde titel werd binnen gehaald, won het reserve-elftal de eerste uitgave van de II Categoria, een prototype van de Serie B.
In 1905 namen drie clubs deel aan een finaleronde om de titel en Genoa moest Juventus voor laten gaan met één puntje. De club begon langzaam de greep op het voetbal te verliezen. In 1907 verloor de club in de voorronde van stadsrivaal Andrea Doria. In 1908 verbood de Italiaanse voetbalbond het opstellen van buitenlandse spelers. Sinds de oprichting was Genoa al sterk getint, dat komt ook tot uiting in de naam, Genoa is de Engelse naam voor Genua, de Italiaanse is Genova. Genoa, Milan en Torino namen hierdoor niet deel aan het kampioenschap. Een jaar later herzag de bond deze beslissing en Genoa trad weer aan en bereikte de halve finale, waarin het verloor van nieuwe supermacht Pro Vercelli. Er werd ook een nieuw stadion gebouwd dat plaats bood aan 25.000 toeschouwers en vergelijkbaar was met Britse stadions uit die tijd. Het opende op 22 januari 1911.

### Genoa onder Garbutt
In 1912 werd Engelsman William Garbutt trainer van de club. Garbutt was een charismatische figuur en werd door zijn spelers aangesproken als Mister. Sindsdien worden de meeste trainers in Italië aangesproken met Mister. De resultaten verbeterden meteen en in 1913/14 werd de club vicekampioen achter Casale. Het volgende seizoen won de club 9 van de 10 wedstrijden in de voorronde en ook in de halve finaleronde en de finaleronde van Noord-Italië was de club beter dan de rest. De voorronde in Zuid-Italië werd niet beëindigd omwille van het uitbreken van de Eerste Wereldoorlog. In 1919 besloot de Italiaanse bond om de landstitel toe te kennen aan Genoa, omdat het voetbal in Noord-Italië van een hoger niveau was en Genoa naar alle waarschijnlijkheid de titel toch gewonnen zou hebben. De oorlog liet zware sporen na. Spelers als Luigi Ferraris, Adolfo Gnecco, Carlo Marassi, Alberto Sussone en Claudio Casanova sneuvelden allen voor hun vaderland en James Richardson Spensley, die de club had opgericht, kwam om in Duitsland.
In het eerste naoorlogse seizoen kon de club toch opnieuw het oude niveau halen en werd twee keer groepswinnaar in de Noord-Italiaanse voorronde, maar moest in de finale ronde Juventus en Internazionale voor laten gaan. In 1921/22 werd de competitie weer hervormd. De vele regionale groepen in het noorden werden teruggebracht tot twee groepen en Genoa werd groepswinnaar van groep B, maar verloor in de finale van Pro Vercelli.

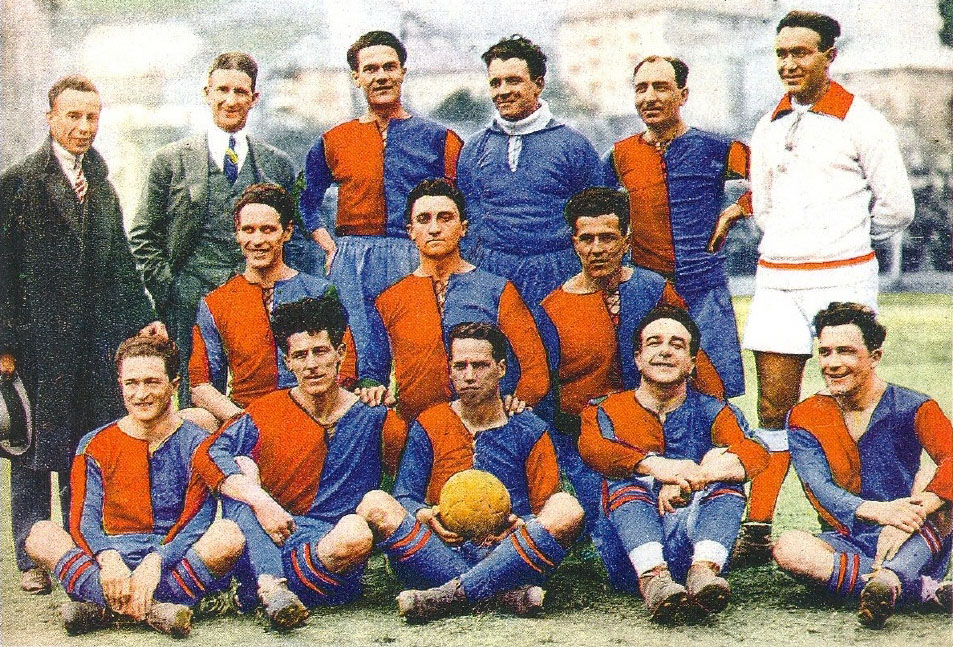
Laatste Genoa elftal dat landstitel won in 1924

Het volgende seizoen waren er drie groepen en streden de drie winnaars in een finaleronde. Genoa werd winnaar en werd Noord-Italiaans kampioen. In de finale tegen de Zuid-Italiaanse kampioen SS Lazio won de club twee keer en werd zo acht jaar na de laatste titel nog eens landskampioen. In 1923/24 stond de club in de Noord-Italiaanse finale tegenover Bologna en won met 1-0 in de heenwedstrijd. In de terugwedstrijd stond het 1-1 toen de wedstrijd in de 84ste minuut werd stilgelegd wegens rellen. De bond veranderde het resultaat in een 0-2-overwinning voor Genoa. In de finale met de Zuid-Italiaanse kampioen FC Savoia won de club in twee wedstrijden met 4-1 en werd zo voor de negende keer, en tot dusver laatste keer, landskampioen. Bij deze laatste titel werd de scudetto geïntroduceerd, het wapenschild met de Italiaanse vlag dat de kampioenenploeg het volgende seizoen draagt. Bologna nam het volgende seizoen weerwraak in de finale, maar hield het wel spannend. Na een 2-1-overwinning van Genoa volgde een 2-1 nederlaag en dan nog twee gelijke spellen. Pas in de vijfde wedstrijd kon Bologna met 2-0 afstand nemen van de club. Na twee subtopseizoenen werd de club vicekampioen achter AC Torino in 1927/28. Felice Levratto scoorde 20 goals in 27 wedstrijden. Een jaar eerder had William Garbutt ontslag genomen als trainer na vijftien jaar.

### Genova 1893
In 1928 dwong de Italiaanse fascistische regering de club om de naam te veranderen in Genova 1893 Circolo del Calcio omdat Genoa CFC te Brits klonk. In 1929 nam de club deel aan de Mitropacup, een voorloper van de huidige Europacups. Rapid Wien schakelde de club al in de kwartfinale uit. In 1929/30 werd het eerste seizoen gespeeld van de professionele Serie A. Genova werd met 2 punten achterstand op Ambrosiana-Inter vicekampioen. Het zou de laatste keer zijn dat de club het nog zo goed deed. De volgende seizoenen speelde de club in de middenmoot, maar in 1933/34 werd de voorlaatste plaats behaald en zo moest de voormalige topclub voor het eerst in de geschiedenis naar de Serie B. Genova werd meteen kampioen en promoveerde terug naar de elite. In het tweede seizoen werd de zesde plaats bereikt en won de club de beker tegen AS Roma. Hierdoor nam de club opnieuw deel aan de Mitropacup en bereikte de kwartfinale, maar opnieuw was een team uit Wenen te sterk voor de club. In 1937/38 werd de club samen met Milan gedeeld derde en telde slechts drie punten achterstand op kampioen Ambrosiana-Inter. Datzelfde seizoen werd het Italiaans voetbalelftal wereldkampioen en telde drie Genova spelers in de rangen: Sergio Bertoni, Mario Genta en Mario Perazzolo. De jaren dertig werden goed afgesloten met een vierde plaats. Tijdens de eerste seizoenen van de Tweede Wereldoorlog bleef de club het vrij goed doen, maar de oorlog eiste een zware tol en Genova herstelde niet zo goed als andere clubs. Na de val van het regime greep de club terug naar de vroegere naam Genoa CFC. De club kreeg er ook een nieuwe rivaal bij. Andrea Doria en Sampierdarenese die beiden in de Serie A speelden in het eerste naoorlogse seizoen besloten hun krachten te bundelen en zo ontstond de nieuwe club Sampdoria Genua.

### Naoorlogse periode
De club werd een grijze muis in de competitie en verbleef in de middenmoot tot 1950/51 toen de club troosteloos laatste werd. Deze keer had de club twee seizoenen nodig om terug te keren. De club raakte echter nooit weg uit de middenmoot en in 1960 volgde een nieuwe degradatie. Twee jaar later werd de club kampioen en won ook de Alpencup tegen het Franse FC Grenoble. Twee jaar later won de club opnieuw deze beker, deze keer tegen Calcio Catania. Eén seizoen later volgde echter een nieuwe degradatie. Deze keer zou de club langer in de Serie B verblijven en de club was ook instabiel en veranderde elk seizoen van trainer. Genoa kon meestal zelfs niet in de subtop eindigen en in 1970 werd de club laatste en degradeerde naar de Serie C, een dieptepunt in de rijke clubgeschiedenis. Ook financieel ging het Genoa niet voor de wind en de club veranderde enkele keren van eigenaar.

### Liftploeg
Met twee punten voorsprong op SPAL werd de club kampioen en beperkte de afwezigheid in de Serie B tot één seizoen. Onder leiding van Arturo Silvestri werd Genoa twee seizoenen kampioen en keerde zo terug naar de Serie A, maar het geluk was van korte duur en de club werd opnieuw naar de Serie B verwezen. Na twee seizoenen promoveerde de club terug en kon nu twee seizoenen volhouden. De degradatie was pijnlijk omdat de club degradeerde omdat concurrent Fiorentina een beter doelsaldo had van één goal. Enkele goede spelers verlieten de club. Na drie seizoenen werd de club vicekampioen achter het grote AC Milan, dat door een omkoopschandaal in de Serie B verzeild geraakt was. Milan keerde dan wel meteen terug, maar was nog niet hersteld van de mokerslag die het had gekregen door te degraderen en de club vocht samen met onder andere Genoa om het behoud in de Serie A. Op de laatste speeldag speelde Genoa tegen SSC Napoli dat met 2-1 voorstond tot laat in de wedstrijd. In Cesena-Milan stond met 2-3 waardoor Milan in eerste bleef, maar in de 85ste minuut scoorde Mario Faccenda voor Genoa en bezorgde de club zo het broodnodige punt dat het behoud verzekerde. Twee seizoenen later had de club minder geluk. Hoewel het op de laatste speeldag landskampioen Juventus versloeg en zo op gelijke hoogte kwam met Lazio, degradeerde de club omdat Lazio het beter gedaan had in onderlinge confrontaties.

### Europese campagne
In 1985 werd de club gekocht door Aldo Spinelli en na enkele subtopplaatsen werd Genoa opnieuw kampioen in 1989. Osvaldo Bagnoli werd trainer bij de club in 1990. Hij had Hellas Verona enkele jaren eerder naar de landstitel geleid. Na een seizoen in de middenmoot beleefde de club in 1990/91 het beste seizoen in meer dan veertig jaar. Samen met Torino bleef de club het hele seizoen thuis ongeslagen. De club won vele toppers en werd uiteindelijk vierde met elf punten achterstand op aartsrivaal Sampdoria. Een jaar eerder bereikte de club nog de finale van de Mitropacup, die het verloor van AS Bari, maar door de vierde plaats in de competitie plaatste de club zich voor het eerst voor het echte werk, de UEFA Cup. Na een nederlaag tegen Real Oviedo herstelde de club zich met een 3-1-overwinning. Na de Roemeense teams Dinamo en Steaua Boekarest ook uit te schakelen kwam de club in de kwartfinale tegenover het grote Liverpool FC te staan, de club die al zes Europese titels op zijn naam had staan op dat moment. Genoa won twee keer en was de eerste Italiaanse club die kon winnen op Anfield. Er waren wel verzachtende omstandigheden voor Liverpool. Door het Heizeldrama mocht Liverpool zes jaar lang geen Europees voetbal spelen en andere Engelse teams vijf jaar. Liverpool mocht dit jaar dus voor het eerst opnieuw deelnemen en de Engelse teams waren nog niet hersteld van deze verbanningsperiode en wonnen niet zoveel Europese titels als voor 1985. In de halve finale verloor de club van latere winnaar AFC Ajax. Ondanks deze glansprestatie bleef de club in de schaduw van Sampdoria, twee jaar eerder nog Europacup II-winnaar. Sampdoria bereikte namelijk de finale van de Europacup I, die het van FC Barcelona verloor. Enkele bekende spelers uit deze periode zijn Gianluca Signorini, Carlos Aguilera, Stefano Eranio, Roberto Onorati en John van 't Schip. De goede prestaties in Europa hadden wel repercussies op de competitie werd de club slechts veertiende werd. Ook de volgende seizoenen brachten niet veel beterschap en in 1994/95 moest de club een play-off spelen tegen Padova om in de hoogste klasse te blijven. Het duel eindigde in 1-1, waarna Padova de strafschoppenserie won met 5-4 en Genoa opnieuw degradeerde. Het volgende seizoen nam de club deel aan de Anglo-Italian Cup. Deze competitie was enkel toegankelijk voor Engelse en Italiaanse clubs die niet in de hoogste klasse speelden. De club won de finale van Port Vale met 5-2; Gennaro Ruotolo scoorde een hattrick.

### Donkere jaren
Na twee seizoenen Serie B miste de club de promotie op één punt na. Spinellie besloot de club te verkopen. Dit luidde een nieuwe sombere periode in voor de club. De financiële situatie verslechterde en de club had geen uitzicht op promotie. Een zesde plaats in 2000 was de beste plaats. Van 1997 tot 2003 had de club drie verschillende eigenaars, vier voorzitters voordat Enrico Preziosi de touwtjes in handen nam. In 2003 eindigde de club op een degradatieplaats samen met Catania, Salernitana en Cosenza. Dan maakte de voetbalbond een controversiële beslissing door de Serie B uit te breiden van 20 naar 24 clubs waardoor Genoa, Catania en Salernitana gered werden. Het door financiële problemen geplaagde Cosenza degradeerde wel. Het tij leekt te keren voor de club die kampioen werd in 2005 met 76 punten. Maar na het einde van het seizoen werd Genoa beschuldigd de wedstrijd tegen AC Venezia omgekocht te hebben. In de auto van een official van Venezia werd een koffer met 250.000 euro aangetroffen, afkomstig van Genoa. Voor de laatste speeldag stond Empoli FC op kop, gevolgd door Genoa op één punt en Torino en Perugia op drie punten. Omdat er geen vier promovendi meer waren zoals voorheen kon Genoa de promotie nog verliezen. De voetbalbond plaatste Genoa onderaan de rangschikking waardoor de club degradeerde naar de Serie C1. De trainer die de promotie bewerkstelligde, Serse Cosmi, vertrok aan het eind van het seizoen.
In de Serie C1 begon de club met een straf van drie minpunten. Aan het einde van het seizoen werd de club vicekampioen achter Spezia. In de eindronde versloeg de club Salernitana en Monza Brianza en promoveerde zo.

### Recente geschiedenis
Tijdens de zomerstop werd Gian Piero Gasperini als trainer binnen gehaald. Bij de terugkeer in de Serie B kwam de club tegenover Juventus te staan. Ook deze club had door een omkoopschandaal een stapje terug moeten zetten. Juventus ging resoluut voor de titel terwijl Genoa met Napoli, een andere gevallen ster, vocht voor de andere promotieplaatsen. Op de laatste speeldag speelden Genoa en Napoli 0-0 gelijk. Hierdoor had Genoa meer dan 9 punten voorsprong op nummer vier Piacenza en de regel in de Serie B zegt dan dat er geen eindronde gespeeld wordt, maar dat de nummer drie rechtstreeks promoveert.
De terugkeer bij de elite na twaalf jaar verliep behoorlijk goed en de club speelde in de linkertabelhelft. Aan het einde van het seizoen zakte de club wat terug en werd tiende. Tijdens de zomer versterkte Preziosi het team en het doel voor het seizoen 2008/09 was een UEFA-ticket. De club deed het beter dan verwacht en een ticket voor de Champions League ligt binnen handbereik. Na twee nederlagen op rij moest de club de vierde plaats wel afstaan aan ACF Fiorentina, de club kon op het einde van het seizoen nog op gelijke hoogte komen met Fiorentina en had een beter doelsaldo, maar omdat Fiorentina meer gewonnen wedstrijden had mocht deze club naar de Champions League en Genoa naar de eerste editie van de UEFA Europa League.

## Erelijst
| Internationaal    |    |                                                      |
| Anglo-Italian Cup | 1x | 1996                                                 |
| Alpencup          | 2x | 1962, 1964                                           |
| Nationaal         |    |                                                      |
| Serie A           | 9x | 1898, 1899, 1900, 1902, 1903, 1904, 1915, 1923, 1924 |
| Coppa Italia      | 1x | 1937                                                 |

## Eindklasseringen (grafisch)
- 1946 12e
Serie A
- 1947 12e
Serie A
- 1948 13e
Serie A
- 1949 7e
Serie A
- 1950 12e
Serie A
- 1951 20e
Serie A
- 1952 5e
Serie B
- 1953 1e
Serie B
- 1954 12e
Serie A
- 1955 11e
Serie A
- 1956 10e
Serie A
- 1957 16e
Serie A
- 1958 13e
Serie A
- 1959 12e
Serie A
- 1960 18e
Serie A
- 1961 13e
Serie B
- 1962 1e
Serie B
- 1963 15e
Serie A
- 1964 8e
Serie A
- 1965 16e
Serie A
- 1966 5e
Serie B
- 1967 12e
Serie B
- 1968 17e
Serie B
- 1969 6e
Serie B
- 1970 20e
Serie B
- 1971 1e
Serie C
- 1972 10e
Serie B
- 1973 1e
Serie B
- 1974 15e
Serie A
- 1975 7e
Serie B
- 1976 1e
Serie B
- 1977 11e
Serie A
- 1978 14e
Serie A
- 1979 12e
Serie B
- 1980 11e
Serie B
- 1981 3e
Serie B
- 1982 13e
Serie A
- 1983 11e
Serie A
- 1984 14e
Serie A
- 1985 6e
Serie B
- 1986 7e
Serie B
- 1987 6e
Serie B
- 1988 14e
Serie B
- 1989 1e
Serie B
- 1990 11e
Serie A
- 1991 4e
Serie A
- 1992 14e
Serie A
- 1993 13e
Serie A
- 1994 11e
Serie A
- 1995 15e
Serie A
- 1996 7e
Serie B
- 1997 5e
Serie B
- 1998 9e
Serie B
- 1999 6e
Serie B
- 2000 6e
Serie B
- 2001 12e
Serie B
- 2002 12e
Serie B
- 2003 18e
Serie B
- 2004 16e
Serie B
- 2005 1e
Serie B
- 2006 2e
Serie C1
- 2007 3e
Serie B
- 2008 10e
Serie A
- 2009 5e
Serie A
- 2010 9e
Serie A
- 2011 10e
Serie A
- 2012 17e
Serie A
- 2013 17e
Serie A
- 2014 14e
Serie A
- 2015 6e
Serie A
- 2016 11e
Serie A
- 2017 16e
Serie A
- 2018 12e
Serie A
- 2019 17e
Serie A
- 2020 17e
Serie A
- 2021 11e
Serie A
- 2022 19e
Serie A
- 2023 2e
Serie B
- 2024 11e
Serie A
- 2025 13e
Serie A

- Serie A
- Serie B
- Serie C
- Prima Divisione

| Seizoen | Competitie        | Niveau | Eindstand | Coppa Italia | Opmerking                                                            |
| ------- | ----------------- | ------ | --------- | ------------ | -------------------------------------------------------------------- |
| 2000/01 | Serie B           | II     | 12        | 4e groep 7   |                                                                      |
| 2001/02 | Serie B           | II     | 12        | 2e ronde     |                                                                      |
| 2002/03 | Serie B           | II     | 18        | 2e groep 1   |                                                                      |
| 2003/04 | Serie B           | II     | 16        | 2e groep 2   |                                                                      |
| 2004/05 | Serie B           | II     | 22        | 2e groep 1   | terug gezet van 1 naar 22 i.v.m. Italiaans voetbalschandaal uit 2006 |
| 2005/06 | Serie C1 Girone A | III    | 2         | 1e ronde     | winnaar promotieserie > AC Monza: 2-1                                |
| 2006/07 | Serie B           | II     | 3         | 8e finale    |                                                                      |
| 2007/08 | Serie A           | I      | 10        | 2e ronde     |                                                                      |
| 2008/09 | Serie A           | I      | 5         | 8e finale    |                                                                      |
| 2009/10 | Serie A           | I      | 9         | 8e finale    |                                                                      |
| 2010/11 | Serie A           | I      | 10        | 8e finale    |                                                                      |
| 2011/12 | Serie A           | I      | 17        | 8e finale    |                                                                      |
| 2012/13 | Serie A           | I      | 17        | 3e ronde     |                                                                      |
| 2013/14 | Serie A           | I      | 14        | 3e ronde     |                                                                      |
| 2014/15 | Serie A           | I      | 6         | 4e ronde     |                                                                      |
| 2015/16 | Serie A           | I      | 11        | 8e finale    |                                                                      |
| 2016/17 | Serie A           | I      | 16        | 8e finale    |                                                                      |
| 2017/18 | Serie A           | I      | 12        | 8e finale    |                                                                      |
| 2018/19 | Serie A           | I      | 17        | 4e ronde     |                                                                      |
| 2019/20 | Serie A           | I      | 17        | 8e finale    |                                                                      |
| 2020/21 | Serie A           | I      | 11        | 8e finale    |                                                                      |
| 2021/22 | Serie A           | I      | 19        | 8e finale    |                                                                      |
| 2022/23 | Serie B           | II     | 2         | 8e finale    |                                                                      |
| 2023/24 | Serie A           | I      | 11        | 8e finale    |                                                                      |
| 2024/25 | Serie A           | I      | 13        | 2e ronde     |                                                                      |
| 2025/26 | Serie A           | I      | .         |              |                                                                      |

## Genoa in Europa
#Q = #kwalificatieronde, #R = #ronde, PO=Play Offs, Groep = groepsfase, 1/8 = achtste finale, 1/4 = kwartfinale, 1/2 = halve finale, F = Finale, T/U = Thuis/Uit, W = Wedstrijd, PUC = punten UEFA coëfficiënten .
Uitslagen vanuit gezichtspunt Genoa CFC
| Seizoen                                                     | Competitie    | Ronde        | Land                             | Club                 | Totaalscore | 1e W    | 2e W    | PUC  |
| ----------------------------------------------------------- | ------------- | ------------ | -------------------------------- | -------------------- | ----------- | ------- | ------- | ---- |
| 1929                                                        | Mitropacup    | 1/4          | Vlag van Oostenrijk              | SK Rapid Wien        | 1-5         | 1-5 (U) | 0-0 (T) | 0.0  |
| 1930                                                        | Mitropacup    | 1/4          | Vlag van Oostenrijk              | SK Rapid Wien        | 2-7         | 1-1 (T) | 1-6 (U) | 0.0  |
| 1937                                                        | Mitropacup    | 1/8          | Vlag van Joegoslavië (1918–1943) | HŠK Građanski Zagreb | 6-1         | 3-1 (T) | 3-0 (U) | 0.0  |
|                                                             |               | 1/4          | Vlag van Oostenrijk              | SK Admira Wien       | 2-2         | 2-2 (U) |         | 0.0  |
| 1938                                                        | Mitropacup    | 1/8          | Vlag van Tsjechië                | Sparta Praag         | 5-3         | 4-2 (T) | 1-1 (U) | 0.0  |
|                                                             |               | 1/4          | Vlag van Roemenië                | Rapid Boekarest      | 4-2         | 3-0 (T) | 1-2 (U) | 0.0  |
|                                                             |               | 1/2          | Vlag van Tsjechië                | Slavia Praag         | 4-6         | 4-2 (T) | 0-4 (U) | 0.0  |
| 1990                                                        | Mitropacup    | Groep B      | Vlag van Tsjechië                | Slavia Praag         | 0-0         | 0-0 (T) |         | 0.0  |
|                                                             |               | Groep B      | Vlag van Joegoslavië             | NK Osijek            | 6-0         | 6-0 (T) |         | 0.0  |
|                                                             |               | F            | Vlag van Italië                  | AS Bari              | 0-1         | 0-1 (U) |         | 0.0  |
| 1991/92                                                     | UEFA Cup      | 1R           | Vlag van Spanje                  | Real Oviedo          | 3-2         | 0-1 (U) | 3-1 (T) | 16.0 |
|                                                             |               | 2R           | Vlag van Roemenië                | Dinamo Boekarest     | 5-3         | 3-1 (T) | 2-2 (U) | 16.0 |
|                                                             |               | 1/8          | Vlag van Roemenië                | Steaua Boekarest     | 2-0         | 1-0 (U) | 1-0 (T) | 16.0 |
|                                                             |               | 1/4          | Vlag van Engeland                | Liverpool FC         | 4-1         | 2-0 (T) | 2-1 (U) | 16.0 |
|                                                             |               | 1/2          | Vlag van Nederland               | AFC Ajax             | 3-4         | 2-3 (T) | 1-1 (U) | 16.0 |
| 2009/10                                                     | Europa League | PO           | Vlag van Denemarken              | Odense BK            | 4-2         | 3-1 (T) | 1-1 (U) | 6.5  |
|                                                             |               | Groep B      | Vlag van Spanje                  | Valencia CF          | 3-5         | 2-3 (U) | 1-2 (T) | 6.5  |
|                                                             |               | Groep B      | Vlag van Tsjechië                | Slavia Praag         | 2-0         | 2-0 (T) | 0-0 (U) | 6.5  |
|                                                             |               | Groep B (3e) | Vlag van Frankrijk               | Lille OSC            | 3-5         | 0-3 (U) | 3-2 (T) | 6.5  |
| Totaal aantal behaalde punten voor UEFA coëfficiënten: 22.5 |               |              |                                  |                      |             |         |         |      |

Zie ook
- Deelnemers UEFA-toernooien Italië
- Ranglijst van alle clubs die in de diverse Europa Cups zijn uitgekomen

## Bekende (oud-)spelers
- Luca Antonelli
- Valerio Bacigalupo
- Mario Balotelli
- Milan Berck Beelenkamp
- Branco
- Salvatore Bocchetti
- Paul Codrea
- Hernán Crespo
- Kevin van Dessel
- Mattia Destro
- Stefano Eranio
- Matteo Ferrari
- Angelo Franzosi
- Sébastien Frey
- Alberto Gilardino
- Michaël Goossens
- Andreas Granqvist
- Albert Guðmundsson
- Ridgeciano Haps
- Houssine Kharja
- Gianluca Lapadula
- Maxime Lestienne
- Virgilio Levratto
- Eli Louhenapessy
- Alessandro Lucarelli
- Kazuyoshi Miura
- Oscar Moens
- Sebastiano Nela
- Sokratis Papastathopoulos
- Gastón Pereiro
- Jan Peters
- Krzysztof Piątek
- Giovanni Pisano
- Marko Pjaca
- Lucas Pratto
- John van 't Schip
- Lasse Schöne
- Giovanni Simeone
- Tomáš Skuhravý
- Guillermo Stábile
- Morten Thorsby
- Nenad Tomović
- Luca Toni
- Dániel Tőzsér
- Anthony Vanden Borre
- René Vandereycken
- Marciano Vink
- Šime Vrsaljko